# Voxna herrgård
Voxna herrgård, även Voxnabruks herrgård, är en herrgård i Ovanåkers kommun knuten till Voxnabruk. Den blev byggnadsminnesskyddad år 1991.
Voxna herrgård började byggas 1791 och färdigställdes 1793. Den uppfördes av brukspatron Jürgen Christoffer Müller. Bruket hade då varit i drift sedan 1720-talet. En äldre herrgård fanns redan på platsen men den revs av Müller för att lämna plats åt den nya byggnaden.
Voxna herrgård är större än de andra gårdarna i landskapet och kallas därför ibland för Hälsinglands enda slott. Byggnaden är uppförd i två och en halv våning och försedd med tornspira och tornur. Den är byggd av slaggsten och korsvirke och är vitputsad.
Byggnadsstilen är en blandning av rokoko och gustaviansk klassicism. Klocktornet som byggdes år 1800 påminner om barocken.